# Ligdia
Ligdia là một chi bướm đêm thuộc họ Geometridae.